# Maria Mirabela
Maria Mirabela, menționat în unele surse ca Maria, Mirabela, (în rusă Мария, Мирабелла) este un film româno-sovietic din 1981, regizat de Ion Popescu-Gopo, în care sunt combinate jocul viu al actorilor și desenele animate cu participarea compozitorului Eugen Doga, a poetului Grigore Vieru, a unor interpreți cunoscuți de estradă din România și URSS. Cu toate că nu a beneficiat de o tehnică sofisticată, Ion Popescu-Gopo a reușit să creeze o poveste verosimilă, în care oamenii și personajele de desene animate comunică. Filmul a fost difuzat atât în limba română, cât și dublat în limba rusă.
Alături de personajele interpretate de actori, în acest film apar și trei personaje animate: Oache, Scăpărici și Omide, care simbolizează cele trei elemente vitale ale naturii: apa, focul și aerul, fără de care nu există viață pe pământ.

## Rezumat
Broscoiul Oache (voce Anda Călugăreanu) se întâlnește cu prietenii săi - licuriciul Scăpărici (voce Mihai Constantinescu) și fluturele Omidé (voce Alexandrina Halic). Împreună ei privesc două fetițe ce se joacă în poiană: Maria (Gilda Manolescu) și Mirabela (Medeea Marinescu). Oache le reamintește aventurile prin care au trecut mai demult și pe care fetițele deja le-au uitat și începe să povestească.
Povestea începe cu venirea Zânei Pădurilor (Ingrid Celia) la izvorul unde se afla Oache. Zâna a băut din apa izvorului și i-a mulțumit broscoiului pentru darul său, dar Oache i-a răspuns că nu știe despre ce dar este vorba pentru că broscuțele nu sunt bune la nimic. Ca pedeapsă pentru minciuna spusă de Oache („E o minciună de îngheață apele”) zâna a înghețat apa izvorului făcând ca broscuței să-i înghețe picioarele în apă. După un timp, surorile Maria și Mirabela au ajuns pe malul pârâului căutându-și mingea.
Văzând broscuța prinsă în gheață, Maria vrea să o elibereze spre împotrivirea Mirabelei care insistă să plece acasă. Apar mai multe broscuțe vesele care dansează pe gheață în jurul lui Oache, topind gheața din jurul său, pentru ca fetițele să-l poată lua cu ele la Zâna Pădurilor, care locuia la marginea pădurii. Oache vrea să-și ceară iertare de la zână. Fetițele iau cu ele bucata de gheață în care se aflau înțepenite picioarele broscuței și merg spre locul unde se afla Zâna Pădurilor pentru ca aceasta să-l elibereze pe Oache de sub vraja ei.
Pe când mergeau spre Zâna Pădurilor fetițele sunt surprinse de o ploaie torențială și intră să se adăpostească într-o peșteră. Acolo întâlnesc un licurici pe nume Scăpărici care nu poate lumina pentru că picioarele îi iau foc; el vrea să meargă să ceară ajutor Zânei Pădurilor pentru a-și recăpăta strălucirea. După ce ploaia se oprește, fetițele ies din peșteră împreună cu Oache și cu Scăpărici și văd un pom plin cu omizi. Mirabela o ia în mână pe Omidé, fiica regelui omizilor. Bătrânul rege o roagă pe fetiță să nu o strângă în pumn pe Omidé, iar Mirabela îi dă drumul cu condiția ca omizile să plece din pom. Omizile pleacă și încep să plângă pentru că vor muri de foame de acum, iar Maria le recomandă să mănânce polen de flori pentru că ele sunt de fapt fluturi. Omizile încep să se învârtă și se transformă în fluturi. Omidé nu poate însă să zboare pentru că are frică de înălțime. Regele omizilor le roagă pe fetițe să o ducă și pe Omidé la Zâna Pădurilor.
Fetele au nevoie de timp pentru a ajunge la Zâna Pădurilor până la miezul nopții, dar timpul se scurge. Ele sosesc în cele din urmă la Moș Timp (Ion Popescu-Gopo), cel care măsoară timpul. Maria și Mirabela îl roagă să oprească puțin timpul pentru a ajunge la Zâna Pădurilor până la miezul nopții, dar moșul refuză să schimbe rânduiala firii. Maria începe să plângă, iar Mirabela îi cântă un cântec de leagăn lui Moș Timp. Cu excepția celor două fetițe, toată suflarea pădurii adoarme, iar timpul stă pe loc. Deoarece Moș Timp adormise și prinsese sub el rochița Mariei, Mirabela se grăbește să ajungă singură cu Oache, Scăpărici și Omide la Zâna Pădurilor. Dar când ea ajunge la destinație, observă că și zâna era cufundată într-un somn adânc. Fetele îl trezesc pe Moș Timp și se duc apoi la Zâna Pădurilor, ce tocmai se trezise.
Maria și Mirabela o roagă pe zână să le ajute pe cele trei animăluțe. Cu toate acestea, zâna nu vrea să se ocupe de problemele oamenilor, deoarece cele patru fetițe ce reprezentau anotimpurile erau răcite. Ea vrea să le facă un ceai, dar nu avea apă. Fetițele merg să aducă apă, dar găsesc două izvoare. Oache le ajută pe fete să aleagă care este apa cea mai pură din cele două izvoare. Odată conștient de utilitatea broscuțelor, Oache vede cum gheața de pe picioarele sale se topește fără nicio intervenție magică. Maria și Mirabela doresc să pună ibricul cu apă pe foc, dar nu au chibrituri pentru a aprinde aragazul. Scăpărici le ajută, aprinzând aragazul cu focul de pe pantofiorii săi, care ard cu totul. Temându-se pentru licurici, fluture Omidé începe să bată din aripi deasupra sa și stinge focul. Mirabela îi oferă lui Scăpărici pantofiori noi care strălucesc.
Cântecul final este despre traiul bun alături de prieteni. În timpul cântecului, ceainicul de pe foc sună, iar fetițele se trezesc în pătuțul lor, iar Zâna Pădurilor se tranformă în mama lor și Moș Timp în tatăl lor. Povestea se dovedește a fi un vis al celor două fetițe.

## Distribuție

### Actori
- Gilda Manolescu — Maria
- Medeea Marinescu — Mirabela
- Ingrid Celia — Zâna Pădurilor
- Ion Popescu-Gopo — Moș Timp

### Voci
- Anda Călugăreanu — Oache
- Mihai Constantinescu — Scăpărici
- Alexandrina Halic — Omidé
- Dem Rădulescu — regele omizilor
- Ștefan Velniciuc
- Irina Mazanitis
- Jorj Voicu — sfetnicul regelui omizilor

### Dublajul în limba rusă
- Maria Vinogradova — Oache
- Liudmila Gnilova — Maria
- Natalia Gurzo — Mirabela
- Klara Rumianova — Omidé
- Aleksandr Voevodin — Scăpărici
- Gheorghi Vițin — regele omizilor
- Alina Pokrovskaia — Zâna Pădurilor
- Rogvold Suhoverko — Moș Timp

## Producție
Maria Mirabela este o coproducție româno-sovietică realizată de Casa de Filme 5 din cadrul Centrului de Producție Cinematografică București (România), în colaborare cu studiourile Moldovafilm (Chișinău, RSS Moldovenească) și Soiuzmultfilm (Moscova, URSS), cu participarea Sovinfilm (URSS). Scenariul, regia și conducerea artistică a filmului au fost realizate de Ion Popescu-Gopo. Pe partea de regie, el a fost asistat de regizoarea moldoveană Natalia Bodiul.
Mai mulți critici de film au constatat că Maria Mirabela este inspirat din povestea Fata babei și fata moșneagului a lui Ion Creangă în care apar două fete: una bună și alta răutăcioasă. Cele trei personaje animate: Oache, Scăpărici și Omide simbolizează cele trei elemente vitale ale naturii: apa, focul și aerul, fără de care nu există viață pe pământ. Animația a fost realizată de un colectiv româno-sovietic format din A. Abarenov, R. Pupăză, I. Kuziurin, I. Voskanianț, N. Fedorov, A. Popov, V. Krumin, I. Rogova, V. Lihacev, O. Komarov, T. Pomeranțeva, O. Orlova și Anita Ionescu.
Versurile cântecelor au fost scrise Grigore Vieru și traduse în limba rusă de către Valentin Berestov și Evgheni Agranovici. Muzica a fost compusă de Eugen Doga și interpretată de Orchestra simfonică a Radioteleviziunii Române dirijată de Cornel Popescu. Piesele muzicale au fost cântate în limba română de Anda Călugăreanu, Mihai Constantinescu, Alexandrina Halic, Paula Rădulescu, Adrian Ștefănescu și Grupul Vocal 5T, iar în limba rusă de Leonid Serebrennikov.
Coloana sonoră a variantei sovietice i-a avut ca autori pe Dan Ionescu și Vladimir Kutuzov, iar regia de imagine a fost realizată de Boris Kotov. Redactori au fost M. Gașpar și V. Istrate, iar redactor muzical N. Saviceva. Pe partea de montaj a colaborat E. Beliavskaia.
Filmările au avut loc în vara anului 1981. Dialogurile din film au fost înregistrate atât în română, cât și în rusă. Fetițele au lucrat cu niște marionete făcute de Gopo din plastilină, animația fiind adăugată ulterior. Regizorul le povestea fetițelor cum urmau să se miște personajele animate și le îndruma cum să se miște. Deoarece fetele nu știau să citească pentru a învăța textul, replicile erau de cele mai multe ori improvizate.
Actrița Medeea Marinescu provenea dintr-o familie de cineaști: tatăl ei (Ion Marinescu) era operator de imagine la Studiourile cinematografice de la Buftea, iar mama ei era macheuză de cinema. Fetița avea șase ani atunci când a jucat rolul Mirabela din acest film. Înainte de începerea filmărilor, Ion Popescu Gopo le plimba pe fetițe ore în șir printre decoruri, le întreba dacă le plac și le spunea povești. Filmul a fost lansat atunci când Medeea era în clasa I și a mers cu școala la vizionarea filmului Maria Mirabela la cinematograful din cartier, iar la ieșire copiii s-au înghesuit să stea de vorbă cu ea. Fetița a devenit un fel de vedetă, toți copiii din școală vrând să se joace cu ea, strigând-o numai Mirabela și chiar poreclind-o „Maria, Mirabela, cu ochii cât umbrela" (deoarece avea ochii mari și rotunzi). Într-un interviu din anul 2011 actrița a afirmat că „Mirabela mă reprezintă și acum, copilul din mine, sau ce-a mai rămas din el, e așa, e năzdrăvan, tumultuos, fără răbdare, are inițiativă, energie. Mirabela a trăit întotdeauna în mine” și că îi rămâne recunoscătoare lui Gopo pentru că i-a oferit șansa de a deveni actriță.

## Recepție
Filmul Maria Mirabela a avut parte de succes la public, fiind vizionat de 2.403.759 de spectatori la cinematografele din România, după cum atestă o situație a numărului de spectatori înregistrat de filmele românești de la data premierei și până la data de 31.12.2007 alcătuită de Centrul Național al Cinematografiei. A fost lansat în Uniunea Sovietică în anul 1982 și a avut parte de succes comercial, fiind vizionat de 8,2 milioane de spectatori în cinematografele din această țară.
În lucrarea „Istoria filmului românesc (1897-2000)”, criticul Călin Căliman afirma că filmul Maria Mirabela este un basm cinematografic în care Ion Popescu-Gopo adaptează într-un stil propriu, plin de ingenuitate și candoare, povestea Fata babei și fata moșneagului a lui Ion Creangă.
Criticul Tudor Caranfil a dat filmului două stele din cinci și a făcut următorul comentariu: „Două fetițe, una bună, alta răutăcioasă, «doi crini cu ochi de poveste», parcurg lumea, în blugi și adidași, contemplându-i misterele și depănând întrebările greu de pătruns: «La ce folosește o broscuță?», «Cine trebuie salvat: pomul sau omizile?», «De ce nu poate fi oprit timpul?» Un joc cu elementele esențiale ale vieții (apa, focul, aerul) inspirat de Ion Creangă. În textura basmului jucat intervin fade desene animate de factură disneyană, sub standardul lui Gopo (coautoare Natalia Bodiul) ca și cuceritoarele șlagăre ale basarabeanului Eugen Doga (Pr. ACIN) pe versuri de Grigore Vieru, cântate de Anda Călugăreanu, Aurelian Andreescu, Mihai Constantinescu și Paula Rădulescu. Pr. Spec Giffoni-Valle, 1982. Motivul literar va fi reluat în Tusea și junghiul.”
Analizând acest film, criticul Ioan Lazăr a afirmat că regizorul Ion Popescu Gopo a fost preocupat în tot cursul carierei sale „să-și împrospăteze mereu mijloacele, să le asigure un coeficient de sincronism cu mișcarea de idei de pe mapamond”. Acest film care combină jocul actorilor cu desenele animate este considerat mai degrabă „un film agreabil, concret, de o profesionalitate de maestru”. Cele două fetițe care trimit la fata bună și fata rea din povestea Fata babei și fata moșneagului a lui Ion Creangă joacă simplu, dar cu „artă” de oameni mari. Unele secvențe (ca de exemplu episodul omizilor alungate) au efecte dramaturgice remarcabile, dar momentul final al întâlnirii cu Zâna Pădurilor pare a fi fals și lipsit de inspirație. Lazăr concluzionează că Maria Mirabela „cucerește și prin acest exercițiu, ale relevării sensibilității lucide, autoreferențiale, formulă peremptorie de asumare auctorială a unui travaliu artistic, tendință universală a cinematografului de cea mai aleasă clasă”.
Un critic contemporan, regizorul Mihnea Columbeanu, a afirmat că după realizarea capodoperei Scurtă istorie, talentul lui Ion Popescu-Gopo „s-a disipat în cam tot atâtea filmulețe derizorii”, regizorul revenind în avanscena cinematografului românesc abia în 1975, cu Comedie fantastică, dar fără a mai avea inspirația de la începuturile carierei. Regizorul nu mai are „marile momente de inspirație din urmă cu zece-douăzeci de ani”, fiind citat ca exemplu filmul Maria Mirabela în care Gopo a încercat să exploateze structurile ascunse ale basmului Fata babei și fata moșneagului încercând să-i descopere „resorturi mitice și arhetipale esențiale - cum ar fi: câinele = pământul, părul = aerul, cuptorul = focul, fântâna = apa”. Scenaristul-regizor a transformat "elementul foc" într-un licurici, "elementul aer" într-un fluture și "elementul apă" într-un broscoi. Mihnea Columbeanu consideră că meritul principal al filmului este reprezentat de farmecul celor două fetițe speculat de regizor cu naturalețe și expresivitate, precum și combinațiile feerice dintre actori și personajele animate.

## Premii
Maria Mirabela a fost distins în 1981 cu două premii ale Asociației Cineaștilor din România (ACIN): compozitorul moldovean Eugen Doga a primit Premiul pentru muzică, iar Alexandru Popescu o diplomă de onoare pentru realizarea trucajelor.
Acest film fantastic a obținut în 1981 Mențiunea specială a juriului la Festivalul de Film de la Atena. În anul următor, Maria Mirabela a primit Premiul special și diploma Festivalului filmelor pentru copii din URSS organizat la Tallinn (Estonia), Premiul special al juriului la categoria de filme de animație la Festivalul Internațional de Film de la Giffone Vale (Italia) și marele premiu la Festivalul filmelor pentru copii de la Piatra Neamț (România). Filmul a obținut apoi Premiul I pentru îmbinarea animației cu jocul actorilor la Festivalul de la Chicago (1984) și Mențiunea de onoare la Festivalul de la Quito (Ecuador) (1986).